# R. F. Foster
Robert Fitzroy „Roy“ Foster (* 16. Januar 1949 in Waterford) ist ein irischer Historiker und Schriftsteller. Seine Werke werden unter dem Namen R. F. Foster veröffentlicht. Er ist der Carroll Professor für Irische Geschichte am Hertford College in Oxford. Seine zweibändige Biografie über den irischen Dichter William Butler Yeats erhielt 1998 den James Tait Black Memorial Prize.

## Leben
Robert Fitzroy Foster wurde am 16. Januar 1949 in Waterford als Sohn eines Lehrerehepaars geboren. Seine Mutter Betty Foster (geb. Fitzroy) war eine Grundschullehrerin, sein Vater Ernest ‚Fef‘ Foster ein Irischlehrer. Er war Schüler der Newtown School in Waterford, eine multi-denominationale Schule, die als eine Quäker-Schule im späten 18. Jahrhundert gegründet wurde. Nach dem Erhalt eines Stipendiums besuchte er ein Jahr lang die St. Andrew’s School in Middletown, im US-Bundesstaat Delaware. Anschließend ging Foster ans Trinity College Dublin, wo er von den Historikern Theodore W. Moody und Francis Stewart Leland Lyons unterrichtet wurde.
Foster ist seit 1972 mit der irischen Schriftstellerin und Kritikerin Aisling Foster (geb. O’Conor Donelan) verheiratet. Aus dieser Ehe gingen zwei Kinder hervor.

## Akademische Laufbahn
Am Trinity College Dublin machte Foster seinen Master of Arts und seinen Ph.D. Ab 1969 hielt er dort Geschichtsvorlesungen als Dozent für Geschichte und Politik. Vor seiner Ernennung zum Carroll Professor für Irische Geschichte im Jahr 1991 lehrte er Moderne Britische Geschichte am Birkbeck College der University of London, mit Gastdozenturen am St Antony’s College in Oxford, dem Institute for Advanced Study in Princeton und an der Princeton University.

## Werke
Foster schrieb Biografien über Charles Stewart Parnell und Lord Randolph Churchill, gab The Oxford History of Ireland (1989) heraus und schrieb Modern Ireland: 1600-1972 (1988), sowie mehrere Bände mit Essays. Er arbeitete mit Fintan Cullen an einer Ausstellung der National Portrait Gallery, Conquering England: the Irish in Victorian London. Seamus Deane schrieb eine Kritik in der Irish Times vom 27. September 2003, in dem er W. B. Yeats rezitierte: „My glory was that I had such friends“ (deutsch: „Mein Ruhm beruht darauf, dass ich solche Freunde habe“). Deane deutete an, Yeats könne sich außerdem glücklich schätzen, einen Biografen wie Foster gehabt zu haben.
Im Jahr 2000 war Foster ein Jurymitglied beim Man Booker Prize.

## Auszeichnungen
Die Daten in diesem Abschnitt (bis 2011) folgen den Angaben des Hertfort College.
- 1986 wurde er zum Fellow of the Royal Historical Society (FRHistS) ernannt.
- 1989 wurde er zum Fellow of the British Academy (FBA) ernannt.
- 1992 wurde er zum Fellow of the Royal Society of Literature (FRSL) ernannt.
- 1998 erhielt er den James Tait Black Memorial Prize.
- 2003 erhielt er den Christian Gauss Award for Literary Criticism für sein Werk The Irish Story: Telling Tales and Making It Up in Ireland (2001).
- 2011 wurde er zum Ehrenmitglied der Royal Irish Academy (RIA) ernannt.
- 2016 wurde er zum Mitglied der Academia Europaea gewählt.
- 2023 wurde ihm der Bob Hughes Lifetime Achievement Award zuerkannt.[3]

Ehrendoktorwürden
- University of Aberdeen
- Queen’s University (Kingston)
- Trinity College Dublin
- Queen’s University Belfast
- National University of Ireland
- University of Edinburgh

## Veröffentlichungen (Auswahl)
- Charles Stewart Parnell: The Man and His Family (Sussex: Harvester Wheatsheaf 1976; NJ: Humanities Press 1979), ISBN 978-0-391-00909-7
- To The Northern Counties Station: Lord Randolph Churchill and the Prelude to the Orange Card. In: F. S. L. Lyons und R. A. J. Hawkins, (Hg.), Ireland Under the Union: Varieties of Tension. Essays in Honour of T. W. Moody, Oxford Clarendon Press 1980, S. 237–287, ISBN 978-0-19-822469-3
- Lord Randolph Churchill: A Political Life (Oxford: OUP 1981), ISBN 978-0-19-822756-4
- Modern Ireland 1600-1972 (London: Allen Lane; NY Viking/Penguin 1988) [with introductory essay on ‘Varieties of Irishness’], ISBN 978-0-14-013250-2
- (Hg.): The Oxford Illustrated History of Modern Ireland (OUP 1989; [rev. edn. as] The Oxford History of Ireland, OUP 1992), ISBN 978-0-19-285245-8
- W. B. Yeats, A Life, Vol. I: The Apprentice Mage, 1865-1914 (OUP March 1997), ISBN 978-0-19-288085-7
- The Irish Story: Telling Tales and Making It Up in Ireland (London: Allen Lane/Penguin Press 2001), ISBN 978-0-14-029685-3
- W. B. Yeats - A Life, Vol. II: The Arch-Poet 1915-1939 (Oxford: OUP 2003), ISBN 978-0-19-818465-2
- Luck and the Irish: A Brief History of Change from 1970 (Oxford: OUP 2008), ISBN 978-0-19-517952-1
- Vivid Faces: the revolutionary generation in Ireland 1890-1923 (London, 2014), ISBN 978-0-241-95424-9